# Wimberger-Parteitag
Der später als Wimberger-Parteitag bezeichnete Wiener Parteitag 1897 war der sechste Parteitag der österreichischen Sozialdemokraten (SDAP) und fand vom 6. bis zum 12. Juni 1897 im Hotel Wimberger am Neubaugürtel 34, damals im 15. Bezirk, in Wien statt. Das 1873 zur Wiener Weltausstellung unweit des Westbahnhofs eröffnete Hotel war jahrzehntelang beliebter Treffpunkt.
Der Parteitag war geprägt von der Nationalitätenfrage innerhalb der sozialdemokratischen Bewegung im Vielvölkerstaat, besonders vom Konflikt zwischen tschechischen und deutschen Delegierten. In der Folge kam es zur Bildung von sechs nationalen Sektionen in der Partei (Deutsche, Tschechen, Polen, Italiener, Ruthenen und Südslawen), die in der Folge immer mehr als eigenständige Parteien auftraten.
Josef Stalin erwähnte den Wimberger-Parteitag in seiner 1913 verfassten Schrift Marxismus und nationale Frage, in der er sich ausführlich mit der Sozialdemokratie in Österreich beschäftigte. Dabei bezeichnete er die Aufsplitterung der österreichischen Sozialdemokraten in nationale Fraktionen als Fehler und Grund für die Schwäche der Arbeiterbewegung im Habsburgerreich.

## Vorgeschichte
Den Plan, die wachsende Arbeiterbewegung der Habsburgermonarchie in einer gemeinsamen Partei zusammenzufassen, gab es bereits seit dem Jahr 1874, als im damals ungarischen, heute burgenländischen Ort Neudörfl eine Zusammenkunft von Delegierten verschiedener Gewerkschaften und Arbeitervereinen stattfand. Auf Grund von ideologischen Differenzen zwischen gemäßigten und anarchistischen Gruppen kam die Gründung einer gemeinsamen sozialdemokratischen Partei erst zur Jahreswende 1888/89 unter der Führung von Victor Adler im niederösterreichischen Hainfeld zu Stande. Auf diesem Gründungsparteitag (auch Hainfelder Einigungsparteitag) war somit eine sozialdemokratische Partei für alle im österreichischen Reichsrat vertretenen Länder (Cisleithanien) geschaffen worden. Delegierte aus der ungarischen Reichshälfte (Transleithanien) waren dabei nicht beteiligt.
In der Folge konnte die sozialdemokratische Bewegung auf Grund der fortschreitenden Industrialisierung ihre Anhängerschaft ausweiten, besonders in Wien, Böhmen und Mähren sowie in den Arbeiterhochburgen in Ober- und Niederösterreich und der Steiermark.
Bald sah sich die SDAP aber ähnlichen Problemen ausgesetzt wie die Habsburgermonarchie insgesamt. Besonders die Nationalitätenfrage führte zu Spannungen in der Bewegung, die jedoch auf den vier folgenden Parteitagen noch eingedämmt werden konnten. Diese waren:
- Zweiter Parteitag der österreichischen Sozialdemokraten im Hotel Union in Wien 9., Nussdorfer Straße 23, vom 28. bis zum 30. Juni 1891[4]
- Dritter Parteitag der österreichischen Sozialdemokraten in den Drei-Engel-Sälen, Wien 4., Große Neugasse 36,[5] vom 5. bis 9. Juni 1892[6]
- Vierter Parteitag der österreichischen Sozialdemokraten in Schwenders Kolosseum in Wien 15., damals 14., vom 25. bis 31. März 1894[7]
- Fünfter Parteitag der österreichischen Sozialdemokraten auf der Schützeninsel (Střelecký ostrov) in Prag vom 5. bis 11. April 1896[8]

## Reichsratswahlen 1897

Das socialdemokratische Wahlcomité für den II. Wahlkreis (Steyr) ruft zu einer Wählerversammlung anlässlich der Reichsratswahl 1897 auf

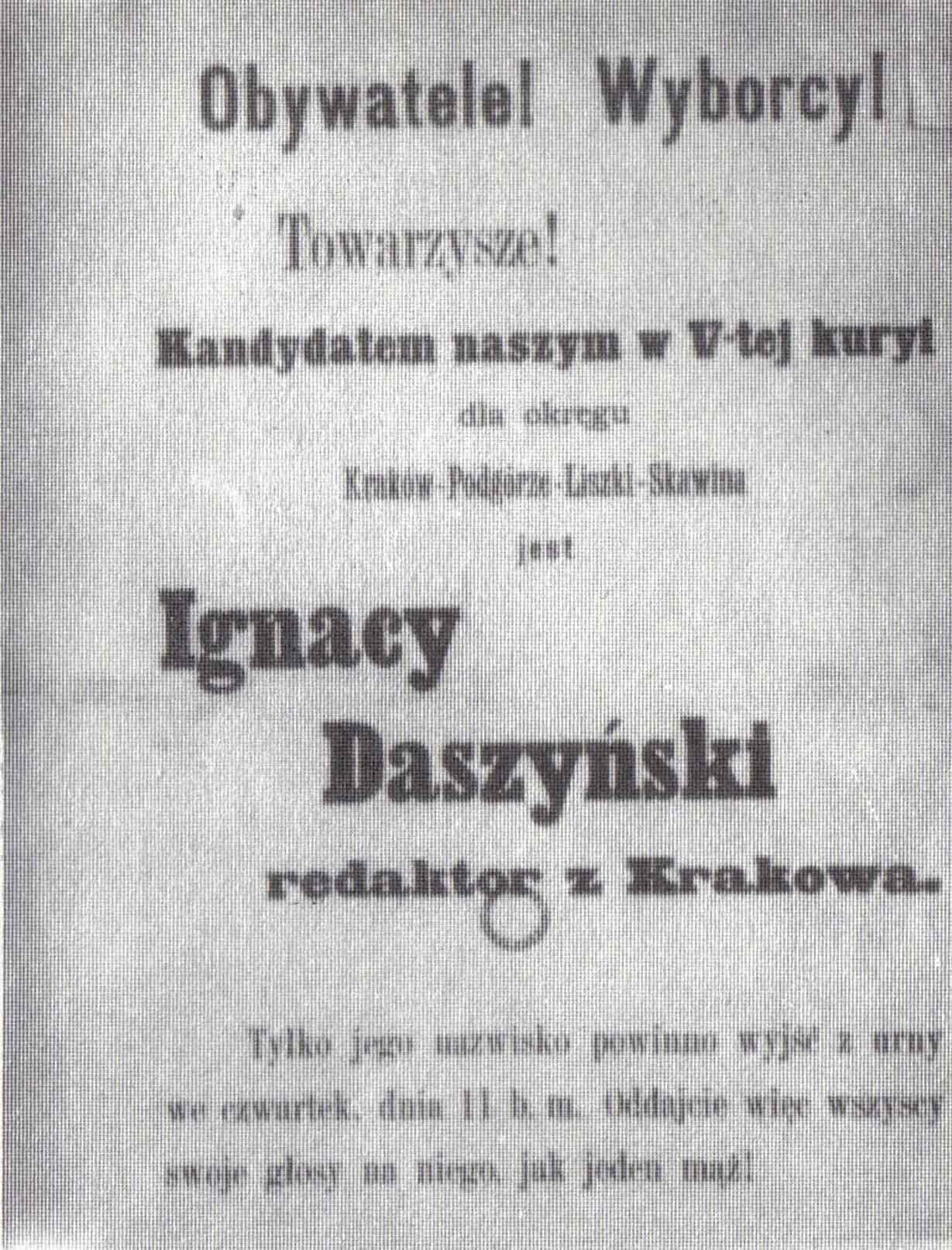
Wahlplakat für Ignacy Daszyński, Kandidat im Wahlkreis Krakau-Liszky-Podgórze-Skawina

Im Jahr 1896 wurde in Cisleithanien das Wahlrecht reformiert und erstmals das allgemeine Männerwahlrecht unabhängig von Besitz und Steuerleistung eingeführt, allerdings nur für eine neu geschaffene fünfte zensusfreie Wählerklasse innerhalb des Kurienwahlrechts. Ein Sechstel der Abgeordneten sollte nun durch die fünfte Kurie gewählt werden, allerdings hatten die Mitglieder der ersten vier Kurien auch in der fünften ein Stimmrecht und somit ein Pluralwahlrecht. Diese Reform war dennoch ein Teilerfolg für die Sozialdemokratie, die stets für das unbeschränkte allgemeine Wahlrecht eingetreten war und damit erstmals Chancen auf einen Einzug in den Reichsrat hatte. In den einzelnen Wahlkreisen der österreichischen Reichshälfte bildeten die lokalen Sozialdemokraten nun Wahlkomitees, um Kandidaten aufzustellen. Im März 1897 fanden schließlich die Reichsratswahlen statt, und vierzehn sozialdemokratischen Kandidaten gelang es, einen der 72 Plätze der fünften Kurie zu erringen. Insgesamt wurden über alle Kurien 425 Mandate vergeben. Dieser erste kleine Wahlerfolg bedeutete einen wichtigen Schritt, um eine etablierte Partei zu werden, er hatte jedoch zwei bittere „Wermutstropfen“ für die Sozialdemokratie.
Zum einen gelang es den Wiener Sozialdemokraten entgegen allen Erwartungen nicht, in einem der Wiener Arbeiterbezirke ein Mandat zu erringen. Alle 14 Reichsratsmandate wurden außerhalb von Österreich unter der Enns (wozu auch Wien gehörte) erzielt (etwa von Ignacy Daszyński in Galizien und dem Chemiegewerkschafter Anton Schrammel in Böhmen,), obwohl dort mit Victor Adler, Jakob Reumann, Ludwig August Bretschneider und Engelbert Pernerstorfer prominente Persönlichkeiten kandidiert hatten. Es hatten nämlich nicht nur die Sozialdemokraten von der Wahlrechtsreform profitiert, sondern auch die Christlichsozialen, die es besonders in Wien schafften, auch kleinbürgerliche Wähler anzusprechen. So verlor etwa Victor Adler in seinem Wahlkreis gegen den politisch davor völlig unbekannten christlichsozialen Handlungsgehilfen Julius Prochazka.
Zum anderen war durch die spontane Bildung von sozialdemokratischen Wahlkomitees in den Wahlkreisen der österreichischen Reichshälfte ohne Grundsatzentscheidung der Partei eine lokale Organisationsebene entstanden, deren Vertreter auch nach der Wahl diese provisorische föderale Struktur beibehalten wollten. Diese Tendenzen, die dem überethnischen Internationalismus der Arbeiterbewegung widersprachen, wurden durch die Badenische Sprachenverordnung vom 5. April 1897 noch verstärkt.
Vor diesem Hintergrund wurde für den 6. Juni 1897 ein Parteitag ins Wiener Hotel Wimberger einberufen.

## Sechster Parteitag
Themen des Parteitags waren zunächst die gerade geschlagenen Wahlen und die Frage wie Wahlkämpfe in Zukunft besser organisiert werden können. Es hatte sich nämlich gezeigt, dass die Sozialdemokraten nicht ausreichend darauf vorbereitet waren und es insbesondere verabsäumt hatten, rechtzeitig finanzielle Mittel für den Wahlkampf zu sammeln. Daneben wurde über den Status der Konsumvereine diskutiert und ein Antrag eingebracht, die neu gewählten sozialdemokratischen Abgeordneten sollen sich im Reichsrat für die Verbesserung deren rechtlicher Grundlage einsetzen. Der Vorschlag Victor Adlers, jedes Parteimitglied sollte verpflichtend auch einem Konsumverein beitreten, wurde jedoch nicht angenommen. Dies sollte erst zwei Jahre später am Parteitag in Brünn 1899 eine Mehrheit finden.
Ein weiteres Thema war der noch 1896 erfolgte spektakuläre Parteieintritt von Engelbert Pernerstorfer. Dieser war bereits seit 1885 als unabhängiger Abgeordneter für den Wahlbezirk Wiener Neustadt-Neunkirchen im Reichsrat gewesen und stand früher deutschnationalen Kreisen um Ritter von Schönerer nahe, später dann dem sozial-liberalen Kreis der Fabier. Bei den Wahlen von 1897 hatte er jedoch, nun als Sozialdemokrat, sein Mandat nicht verteidigen können. Dies und der Umstand, dass er sich von Schönerer zwar wegen dessen Antisemitismus distanziert hatte, jedoch weiter deutschnationalen Ideen anhing, stieß bei Teilen der Delegierten auf Kritik.
Als Reichsparteisekretär wurde im Hotel Wimberger Franz Schuhmeier aus Wien-Ottakring bestätigt.

### Nationalitätenfrage
Das dominierende Theme des Wimberger-Parteitags war jedoch die zukünftige Organisation der Partei. Im Zuge des Wahlkampfes waren in den Regionen der österreichischen Reichshälfte zahlreiche sozialdemokratische Wahlkomitees entstanden, die basisdemokratisch Kandidaten aufgestellt hatten. Diese Wahlkomitees hatten im Wahlkampf durchaus unterschiedliche Positionen vertreten. In den gemischtsprachigen Regionen von der Bukowina, über Galizien und Böhmen bis Krain und Triest, konnten diese Komitees dort wo starke nationalistische Konkurrenz existierte teilweise mit dem dezidierten Internationalismus der Arbeiterbewegung punkten. Teilweise stützen sich diese Komitees jedoch nur auf die Wählerschaft einer ethnischen Gruppen. Besonders in Böhmen trat die soziale Frage der Arbeiterschaft oft in den Hintergrund gegenüber der nationalen Frage zwischen Tschechen und Deutschböhmen. Gleichzeitig herrschten innerhalb der Volksgruppen erbitterte Kämpfe zwischen den ideologischen Lagern um die Gunst der Wähler. Die tschechoslawischen Sozialdemokraten in Österreich (Sociálně-demokratická strana českoslovanská v Rakousku) hatten sich deshalb bereits 1893 umbenannt in Tschechoslawische Sozialdemokratische Partei der Arbeiter (Českoslovanská sociálně demokratická strana dělnická) und versuchten sich mit nationalen Forderungen gegenüber den Jungtschechen zu behaupten.
In Galizien und Österreichisch-Schlesien wiederum schwankten die polnischen Sozialdemokraten zwischen internationalistischen Positionen und der nationalen Forderung zur Wiederherstellung eines unabhängigen polnischen Staates. Dort war es 1893 zur Spaltung zwischen der im französischen Exil gegründeten polnisch-nationalen PPS (Polska Partia Socjalistyczna) und der mehr internationalistisch-kommunistischen SDKP (Socjaldemokracja Królestwa Polskiego) gekommen, die sich in Österreich offiziell Sozialdemokratische Partei von Galizien und Schlesien-Teschen (Partia Socjalno-Demokratyczna Galicji i Śląska Cieszyńskiego) nannte. Selbst Rosa Luxemburg, Mitbegründerin der SDPK, meldete sich zu Wort und kritisierte nationalistische Positionen der polnischen Sozialdemokraten scharf. Sie vertrat die Auffassung, dass Polen nur durch eine Revolution sowohl im Deutschen Reich, als auch in Österreich-Ungarn und im Russischen Kaiserreich unabhängig werden könne. Deshalb empfahl sie noch vor dem Wimberger-Parteitag den Sozialdemokraten aller Regionen des Habsburgerreiches eine straffe Zentralisierung der Parteiorganisation zu schaffen.
Dieser Vorschlag war jedoch angesichts der komplizierten Interessenlagen im Habsburgerreich und des schlechten Wahlergebnisses der Wiener Sozialdemokraten illusorisch. So suchten die Delegierten einen Kompromiss. Aus pragmatischen Gründen entschloss man sich, die lokale Parteiorganisation an den staatlichen Wahlbezirken zu orientieren und damit die spontan entstandenen Wahlkomitees zu offiziellen Parteigremien zu machen. Darüber sollte es jeweils eine nationale Parteiorganisation geben. Die politische Verantwortung über die Gesamtpartei wurde einer Gesamtvertretung in Wien übertragen, deren Mitglieder von den Exekutivkomitees der nationalen Sektionen entsandt wurden. Zusätzlich wurde eine ständige Gesamtexekutive für die Sozialdemokratie ganz Cisleithaniens eingerichtet, die aus den jeweils in Wien anwesenden Vertretern der nationalen Vertretungen gebildet wurde. Weiters wurde festgelegt, dass alle zwei Jahre ein Gesamtparteitag stattfinden soll, der über die alle Nationalitäten betreffenden Angelegenheiten entscheidet.
Damit wurde formal die Einheit der Sozialdemokraten ganz Österreichs gewahrt, gleichzeitig aber das zentralistische Prinzip aufgegeben. Stattdessen entstand am Wimberger-Parteitag eine stark föderalistische Struktur. Das Selbstbestimmungsrecht der Völker wurde jedoch explizit abgelehnt und als Ziel ein gleichberechtigtes Miteinander der Volksgruppen innerhalb des Staates Österreich angestrebt.

## Folgen
Der erste Parteitag der Sozialdemokraten der gesamten österreichischen Reichshälfte fand vom 24. bis 29. September 1899 im Arbeiterheim in Brünn statt. Dort wurde der am Wimberger-Parteitag eingeschlagene Kurs in der Nationalitätenfrage in ein neues Parteiprogramm gefasst, das als Brünner Programm bekannt wurde. Vor allem der Kampf um ein umfassendes allgemeines Wahlrecht einte die Sozialdemokratie des Habsburgerreiches in den Folgejahren und bescherte ihr nach dessen Einführung 1906 neue Erfolge. Bei den Reichsratswahlen von 1907 wurde die Partei hinter den Christlichsozialen zweitstärkste Kraft.
Doch die zentrifugalen Kräfte des Vielvölkerstaats zeigten auch innerhalb der Sozialdemokratie immer mehr ihre Wirkung. Bei den Reichsratswahlen von 1911 wurden die Sozialdemokraten sogar stärkste Partei, doch die Abgeordneten der verschiedenen Kronländer zersplitterten sich in verschiedene Fraktionen und die Einheit war damit auch formal beendet.